# بتلدور وشطكوك

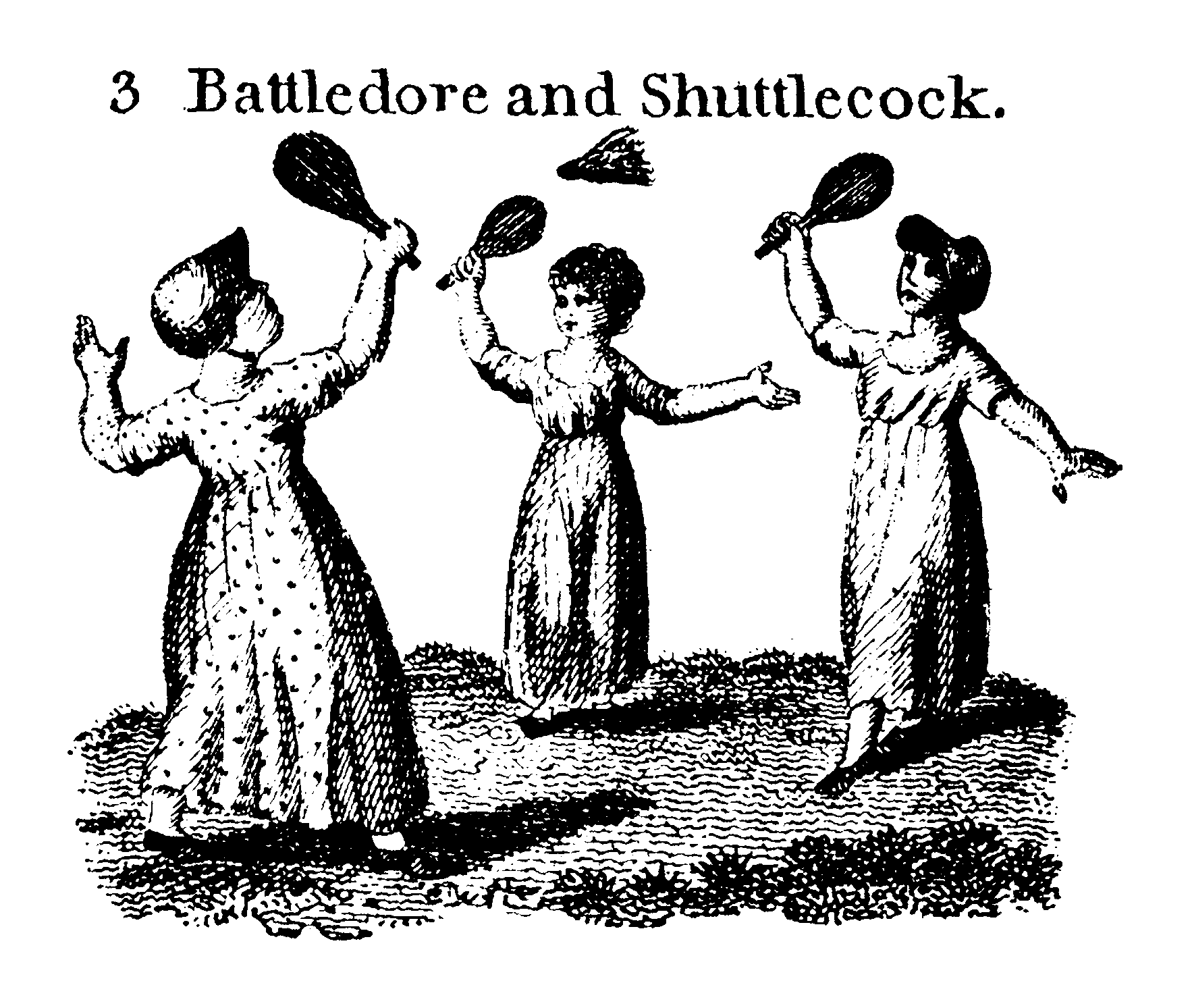
لعبة البتلدور والشطكوك

البَتْلَدُور والشَّطْكُوْك هي رياضة مبكرة تتعلق بالريشة الطائرة الحديثة. تُلعَب اللعبة بشخصين أو أكثر باستخدام مضارب صغيرة، مصنوعة من برشمان أو صفوف من خيوط أمعاء ممتدة عبر إطارات خشبية، والجُمَّاح أو الشطكوك المصنوع من بعض المواد الخفيفة مثل الفلين ذات ريش مشذب مثبتٌ في أعلاها. الهدف هو أن يضرب اللاعبون الجُمَّاح من لاعب إلى آخر عدة مرات قدر الإمكان دون السماح لها بالسقوط على الأرض.